# Khanuy Gol
Khanuy Gol, també anomenat Camp Volcànic de Bulgan, Chanuj Gol Hanui Gol o Hanuy Gol) és un camp volcànic de Mongòlia. Es troba al nord de les muntanyes Khangai, al nord de la població de Bulgan.
Cobreix una superfície de 3.500 quilòmetres quadrats, 150 quilòmetres al sud-oest d'Ulaanbaatar. Entre els 10 cons, amb alçades d'entre 30 i 280 metres, que formen el camp hi ha el Baga Togo Uul/Bogo-Togo-Ula (28 metres), l'Ikh Togo Uul/Ikha-Togo-Ula (219 metres), el Togo, l'Urun Dush i l'Uran Uul. Aquest darrer con és el més alt del camp, amb una alçada de 280 metres.
L'activitat volcànica va començar fa 12,5 ± 1,0 milions d'anys, amb traquibasalts en erupció al llarg del riu Hanui. Posteirorment dos cons sense nom, a menys de 20 quilòmetres a l'oest del riu van formar colades de lava durant el Plistocè, una de les quals té un gruix de 10 a 12 metres. L'última erupció no està datada, però podria ser durant l'Holocè a jutjar per l'aspecte escarpat d'Uran Uul. Els cons Baga Togo Uul són els més antics, de 3-4 ka, probablement del Plistocè. El camp forma part de la regió volcànica de Khangai, que a la vegada forma part de la zona del rift del Baikal. La regió de Khangai ha estat objecte d'elevació tectònica i es troben anomalies de flux de calor i aigües termals.
Les roques que surten pels cons són de basalt d'olivina amb inclusions d'ilmenita i xenòlits de peridotita en el cas dels cons de Togo. Algunes colades de lava, presumiblement del Plistocè, són de traquiandesita basàltica. El cinturó de Selenga, de l'edat Permià-Triàsic, forma la base del camp.